# Свештеномученик Пиерије
Свештеномученик Пиерије, или Пирије (старогрчки Πιεριος; 3. век - почетак 4. века), био је свештеник хришћанске цркве у Александрији, исповедник вере, писац, проповедник и катихета. Аутор је више несачуваних дела. 
Православна црква га спомиње 27. јуна.
Јевсевије из Цезареје у својој књизи „Црквена историја“ помиње Пијерија на више места. Јероним Стридонски у својој књизи „О славним људима“ 76. поглавље посвећује Пијерију.

## Биографија
Пиерије је живео за време царева Кара и Диоклецијана, у то време Теона је био епископ Александрије. Пиерије се прославио својом непохлепношћу и својим философским знањем, размишљањима о делима Божијим, њиховим тумачењем и одличним проповедима у Цркви на ову тему. Успешно је подучавао људе и постигао такву грациозност у језику и објавио многе расправе о разним темама, због чега су га називали Млађи Ориген. Истицао се својом самодисциплином и био је добро упућен у дијалектику и реторику. Пиерије је био старешина катихетске школе у Александрији. Пијеријев ученик био је мученик Памфил. Пиерије је страдао заједно са својим братом Исидором током великог прогона хришћана под царем Диоклецијаном. После прогона остатак живота провео је у Риму.

### Зборник радова
Пијерије је аутор великог броја дела, али ниједно од њих није сачувано. Познати су наслови два дела: „О пророку Осији“, „О Ускрсу“. Фотије примећује богатство аргументације, јасан и бриљантан стил Пијеријевих списа. Фотије пише да је стил усаглашен, питак и мекан.
Име Пиерија налази се у 10. тому Грчке патрологије. Али овај том не садржи Пијеријеве списе. У њој се под именом Пијерије налазе одломци из књиге Јевсевија Цезарејског „Црквена историја” о Пиерију; 76. поглавље књиге Јеронима Стридонског „О славним људима“, посвећено Пијерију; 119 кодекс књиге Мириобиблион цариградског патријарха Фотија, такође посвећен Пиерију.

### Теологија Пијерије
Сама Пијеријева дела нису сачувана. Али цариградски патријарх Фотије је прочитао збирку од 12 Пиеријевих књига и описао неке од његових теолошких погледа у књизи Мириобиблион.
У односу на Бога Оца и Бога Сина, Пиријево учење је православно. Пиерије је употребио термине две природе и две суштине у односу на Оца и Сина, користећи ове појмове у смислу две ипостаси, а не у смислу који су дали Аријеви присталице.
Што се тиче Пиријевог учења о Светом Духу, његови ставови су опасни и погрешни. Пиерије учи да је слава Светог Духа била мања од славе Оца и Сина. Пијерије је такође делио Оригеново неправославно мишљење о преегзистенцији душа.
У свом есеју „О пророку Осији“ и у књизи „О Ускрсу“ Пирије је говорио о херувимима, али је веровао да је Мојсије из незнања излио херувиме на Ковчега завета. Пијерије је написао да херувими немају никакав облик, већ имају само изглед крила.